# Stadio Stari Plac
Lo stadio Stari Plac è stato uno stadio di calcio, ora adibito a stadio di rugby, situato a Spalato, in Croazia. È stato inaugurato nel 1911 e ristrutturato due volte nel 1959 e 1971; attualmente ha una capacità di cinquemila spettatori. È stato utilizzato per gli incontri dell'Hajduk Spalato, mentre dal 1979 ospita la squadra di rugby del Nada.

## Storia
Prima della fondazione dell'Hajduk Spalato questa area fu utilizzata come campo di addestramento del esercito austro-ungarico ed era soprannominato in dialetto spalatino 'Krajeva njiva' (Campo del Re).
Dopo molte richieste e peripezie, con un po' di furbizia l'Hajduk Spalato riuscì ad ottenere la concessione di utilizzo per le attività sportive. Fu trasformato in un campo da gioco 100x60.
Il primo gol allo Stari Plac fu segnato da Šime Raunig, giocatore dei bijeli, l'11 giugno 1911. La storia narra che il gol sia stato segnato di ginocchio.
Nel 1923 fu ingrandito alle dimensioni normali, ovvero 105x70 metri. La prima tribuna costruita in legno risale al 1926.
L'Hajduk Spalato giocò qui tutte le sue partite fino al 1979, anno in cui passò a giocare al Poljud (stadio in cui gioca attualmente). 
Dal 1979 la squadra di rugby locale, il Nada, disputa qui le sue partite.